# Superliga Brasileira de Voleibol Feminino de 2018–19 - Série A
A Superliga Brasileira de Voleibol Feminino de 2018–19 - Série A por questões de patrocínio Superliga Cimed foi a 25ª edição desta competição organizada pela Confederação Brasileira de Voleibol através da Unidade de Competições Nacionais. Também será a 41ª edição do Campeonato Brasileiro de Voleibol Feminino, a principal competição entre clubes de voleibol feminino do Brasil. Participaram do torneio doze equipes provenientes de cinco estados brasileiros (São Paulo, Rio de Janeiro, Minas Gerais, Paraná e Santa Catarina) e do Distrito Federal.

## Regulamento
A fase classificatória da competição foi disputada por doze equipes em dois turnos. Em cada turno, todos os times jogaram entre si uma única vez. Os jogos do segundo turno foram realizados na mesma ordem do primeiro, apenas com o mando de quadra invertido.
Os oito clubes primeiros colocados se classificaram para os play-offs. Nesta fase, a vitória por 3-0 ou 3-1 garantiu três pontos para o ganhador e nenhum ponto para o perdedor. Já com o placar de 3-2, o ganhador da partida somou dois pontos e o perdedor um. Os dois últimos colocados serão rebaixados para a Série B 2019.
Na seguinte ordem foram os critérios de desempate:número de vitórias,sets average, pontos average; confronto direto (no caso de empate entre duas equipes) e por último sorteio. Os play-offs foram divididos em três fases - quartas-de-final, semi-finais e final.
Nas quartas-de-final houve um cruzamento entre as equipes com os melhores índices técnicos seguindo a lógica: 1ª x 8ª (A); 2ª x 7ª(B); 3ª x 6ª(C) e 4ª x 5ª(D). Estas jogaram partidas em melhor de 3 (jogos), sendo um mando de campo para cada e o jogo de desempate, caso necessário, no ginásio da equipe com o melhor índice técnico da fase classificatória.
As semifinais foram disputadas pelas equipes que passaram das quartas-de-final, seguindo a lógica: vencedora do duelo A x vencedora do duelo D; vencedora do duelo B x vencedora do duelo C. Estas jogaram novamente partidas em melhor de 3 (jogos), sendo um mando de campo para cada e o jogo de desempate, caso necessário, no ginásio da equipe com o melhor índice técnico da fase classificatória.
As vencedoras se classificaram para a final, que será por melhor de 3 jogos no estado do primeiro colocado da fase classificatória. A terceira e a quarta colocações foram definidas pelo melhor índice técnico da fase classificatória.
Os sets do torneio foram disputados até 25 pontos com a diferença mínima de dois pontos (com exceção do quinto set, que foi vencido pela equipe que fizesse 15 pontos com pelo menos dois de diferença). Ocorreram paradas técnicas no 8º e no 16º pontos da equipe que primeiro os alcançaram.

## Equipes participantes
Doze equipes disputam o título da Superliga Feminina de 2018/2019- Série A. São elas:
| Equipe                  | Cidade             | Em 2017-18   | Ginásio                           | Capacidade   | Títulos | Sesi/Vôlei Bauru São Caetano Minas Pinheiros Barueri Balneário Camboriú Brasília Vôlei Praia Clube Osasco Curitiba Vôlei Rio de Janeiro: Rio de Janeiro FluminenseLocalização das equipes participantes da Superliga Feminina 2018-19 - Série A. |
| ----------------------- | ------------------ | ------------ | --------------------------------- | ------------ | ------- | --- |
| Rio de Janeiro          | Rio de Janeiro     | 2º (SL - A)  | Tijuca Tênis Clube/Jeunesse Arena | 3 000 12 000 | 12      | Sesi/Vôlei Bauru São Caetano Minas Pinheiros Barueri Balneário Camboriú Brasília Vôlei Praia Clube Osasco Curitiba Vôlei Rio de Janeiro: Rio de Janeiro FluminenseLocalização das equipes participantes da Superliga Feminina 2018-19 - Série A. |
| Curitiba Vôlei          | Curitiba           | 1º (SL - B)  | Ginásio Clube Curitibano          | 800          | 0       | Sesi/Vôlei Bauru São Caetano Minas Pinheiros Barueri Balneário Camboriú Brasília Vôlei Praia Clube Osasco Curitiba Vôlei Rio de Janeiro: Rio de Janeiro FluminenseLocalização das equipes participantes da Superliga Feminina 2018-19 - Série A. |
| Osasco                  | Osasco             | 4º (SL - A)  | José Liberatti                    | 4 500        | 5       | Sesi/Vôlei Bauru São Caetano Minas Pinheiros Barueri Balneário Camboriú Brasília Vôlei Praia Clube Osasco Curitiba Vôlei Rio de Janeiro: Rio de Janeiro FluminenseLocalização das equipes participantes da Superliga Feminina 2018-19 - Série A. |
| Praia Clube             | Uberlândia         | 1º (SL - A)  | Arena Praia                       | 3 000        | 1       | Sesi/Vôlei Bauru São Caetano Minas Pinheiros Barueri Balneário Camboriú Brasília Vôlei Praia Clube Osasco Curitiba Vôlei Rio de Janeiro: Rio de Janeiro FluminenseLocalização das equipes participantes da Superliga Feminina 2018-19 - Série A. |
| Pinheiros               | São Paulo          | 7º (SL - A)  | Henrique Villaboim                | 1 100        | 0       | Sesi/Vôlei Bauru São Caetano Minas Pinheiros Barueri Balneário Camboriú Brasília Vôlei Praia Clube Osasco Curitiba Vôlei Rio de Janeiro: Rio de Janeiro FluminenseLocalização das equipes participantes da Superliga Feminina 2018-19 - Série A. |
| São Caetano             | São Caetano do Sul | 9º (SL - A)  | Lauro Gomes                       | 5 000        | 1       | Sesi/Vôlei Bauru São Caetano Minas Pinheiros Barueri Balneário Camboriú Brasília Vôlei Praia Clube Osasco Curitiba Vôlei Rio de Janeiro: Rio de Janeiro FluminenseLocalização das equipes participantes da Superliga Feminina 2018-19 - Série A. |
| Brasília Vôlei          | Taguatinga         | 10º (SL - A) | SESI Taguatinga                   | 1 150        | 0       | Sesi/Vôlei Bauru São Caetano Minas Pinheiros Barueri Balneário Camboriú Brasília Vôlei Praia Clube Osasco Curitiba Vôlei Rio de Janeiro: Rio de Janeiro FluminenseLocalização das equipes participantes da Superliga Feminina 2018-19 - Série A. |
| Fluminense              | Rio de Janeiro     | 6º (SL - A)  | Ginásio da Hebraica               | 1 000        | 2       | Sesi/Vôlei Bauru São Caetano Minas Pinheiros Barueri Balneário Camboriú Brasília Vôlei Praia Clube Osasco Curitiba Vôlei Rio de Janeiro: Rio de Janeiro FluminenseLocalização das equipes participantes da Superliga Feminina 2018-19 - Série A. |
| Minas                   | Belo Horizonte     | 3º (SL - A)  | Arena Minas                       | 3 650        | 2       | Sesi/Vôlei Bauru São Caetano Minas Pinheiros Barueri Balneário Camboriú Brasília Vôlei Praia Clube Osasco Curitiba Vôlei Rio de Janeiro: Rio de Janeiro FluminenseLocalização das equipes participantes da Superliga Feminina 2018-19 - Série A. |
| Balneário Camboriú[lon] | Balneário Camboriú | 2º (SL - B)  | Ginásio Hamilton Cruz             | 3 500        | 0       | Sesi/Vôlei Bauru São Caetano Minas Pinheiros Barueri Balneário Camboriú Brasília Vôlei Praia Clube Osasco Curitiba Vôlei Rio de Janeiro: Rio de Janeiro FluminenseLocalização das equipes participantes da Superliga Feminina 2018-19 - Série A. |
| Sesi/Vôlei Bauru        | Bauru              | 8º (SL - A)  | Panela de Pressão                 | 2 000        | 0       | Sesi/Vôlei Bauru São Caetano Minas Pinheiros Barueri Balneário Camboriú Brasília Vôlei Praia Clube Osasco Curitiba Vôlei Rio de Janeiro: Rio de Janeiro FluminenseLocalização das equipes participantes da Superliga Feminina 2018-19 - Série A. |
| Barueri                 | Barueri            | 5º (SL - A)  | José Corrêa                       | 5 000        | 0       | Sesi/Vôlei Bauru São Caetano Minas Pinheiros Barueri Balneário Camboriú Brasília Vôlei Praia Clube Osasco Curitiba Vôlei Rio de Janeiro: Rio de Janeiro FluminenseLocalização das equipes participantes da Superliga Feminina 2018-19 - Série A. |

Notas
[lon] ^ :A equipe do Londrina mudou-se para Balneário Camboriú.

## Fase classificatória

### Classificação
- Vitória por 3 sets a 0 ou 3 a 1: 3 pontos para o vencedor;
- Vitória por 3 sets a 2: 2 pontos para o vencedor e 1 ponto para o perdedor.
- Não comparecimento, a equipe perde 2 pontos.
- Em caso de igualdade por pontos, os seguintes critérios servem como desempate: número de vitórias, média de sets e média de pontos.

|  |                                                 |
|  | Equipes classificadas para às quartas-de-final. |
|  | Rebaixadas para a Série B 2020.                 |

|     |                          |     | Jogos | Jogos | Jogos | Resultados | Resultados | Resultados | Resultados | Resultados | Resultados | Sets | Sets | Sets  | Pontos | Pontos | Pontos |
| Pos | Equipe                   | Pts | T     | V     | D     | 3–0        | 3–1        | 3–2        | 2–3        | 1–3        | 0–3        | V    | P    | R     | V      | P      | R      |
| --- | ------------------------ | --- | ----- | ----- | ----- | ---------- | ---------- | ---------- | ---------- | ---------- | ---------- | ---- | ---- | ----- | ------ | ------ | ------ |
| 1   | Minas                    | 59  | 22    | 20    | 2     | 10         | 7          | 3          | 2          | 0          | 0          | 64   | 19   | 3.368 | 1886   | 1582   | 1.192  |
| 2   | Praia Clube              | 55  | 22    | 19    | 3     | 11         | 5          | 3          | 1          | 1          | 1          | 60   | 20   | 3,000 | 1908   | 1630   | 1.171  |
| 3   | Rio de Janeiro           | 45  | 22    | 15    | 7     | 10         | 2          | 3          | 3          | 3          | 1          | 54   | 29   | 1.862 | 1906   | 1714   | 1.112  |
| 4   | Barueri                  | 44  | 22    | 15    | 7     | 9          | 3          | 3          | 2          | 2          | 3          | 51   | 30   | 1.700 | 1894   | 1758   | 1.077  |
| 5   | Osasco                   | 42  | 22    | 14    | 8     | 9          | 3          | 2          | 2          | 2          | 4          | 48   | 31   | 1.548 | 1827   | 1714   | 1.066  |
| 6   | Sesi/Vôlei Bauru         | 36  | 22    | 13    | 9     | 6          | 3          | 4          | 1          | 5          | 3          | 46   | 38   | 1.211 | 1880   | 1863   | 1.009  |
| 7   | Fluminense               | 30  | 22    | 10    | 12    | 5          | 4          | 1          | 1          | 4          | 7          | 36   | 42   | 0.857 | 1724   | 1733   | 0.995  |
| 8   | Curitiba Vôlei           | 23  | 22    | 7     | 15    | 3          | 4          | 0          | 2          | 2          | 11         | 27   | 49   | 0.551 | 1576   | 1751   | 0.900  |
| 9   | Pinheiros                | 21  | 22    | 7     | 15    | 0          | 4          | 3          | 3          | 5          | 7          | 32   | 55   | 0.582 | 1846   | 1990   | 0.928  |
| 10  | São Caetano              | 18  | 22    | 5     | 17    | 1          | 3          | 1          | 4          | 5          | 8          | 28   | 56   | 0.500 | 1708   | 1914   | 0.892  |
| 11  | Brasília Vôlei           | 14  | 22    | 4     | 18    | 1          | 2          | 1          | 3          | 4          | 11         | 22   | 58   | 0.379 | 1518   | 1780   | 0.853  |
| 12  | Vôlei Balneário Camboriú | 9   | 22    | 3     | 19    | 0          | 1          | 2          | 2          | 8          | 9          | 21   | 62   | 0.339 | 1690   | 1934   | 0.874  |

## Confrontos[4]

### Turno
- Local: Os times que estão ao lado esquerdo da tabela jogam em casa.

#### 1ª Rodada
| Data   | Hora  |                          | Placar |                | Set 1 | Set 2 | Set 3 | Set 4 | Set 5 | Total | Relatório |
| ------ | ----- | ------------------------ | ------ | -------------- | ----- | ----- | ----- | ----- | ----- | ----- | --------- |
| 16 nov | 19:30 | Sesi/Vôlei Bauru         | 3–0    | Barueri        | 27–25 | 25–22 | 25–15 |       |       | 77–62 | Relatório |
| 16 nov | 20:00 | Pinheiros                | 3–1    | Fluminense     | 19–25 | 25–22 | 26–24 | 25–21 |       | 95–92 | Relatório |
| 16 nov | 20:00 | Vôlei Balneário Camboriú | 0–3    | Praia Clube    | 14–25 | 18–25 | 16–25 |       |       | 48–75 | Relatório |
| 16 nov | 20:00 | Brasília Vôlei           | 1–3    | Minas          | 25–21 | 12–25 | 14–25 | 23–25 |       | 74–96 | Relatório |
| 16 nov | 20:00 | São Caetano              | 1–3    | Osasco         | 20–25 | 25–21 | 15–25 | 26–28 |       | 86–99 | Relatório |
| 16 nov | 21:30 | Rio de Janeiro           | 3–0    | Curitiba Vôlei | 25–21 | 25–20 | 25–11 |       |       | 75–52 | Relatório |

#### 2ª Rodada
| Data   | Hora  |                | Placar |                          | Set 1 | Set 2 | Set 3 | Set 4 | Set 5 | Total   | Relatório |
| ------ | ----- | -------------- | ------ | ------------------------ | ----- | ----- | ----- | ----- | ----- | ------- | --------- |
| 20 nov | 19:30 | Rio de Janeiro | 3–2    | Brasília Vôlei           | 25–22 | 25–16 | 26–28 | 23–25 | 15–10 | 114–101 | Relatório |
| 20 nov | 19:30 | Praia Clube    | 3–2    | Curitiba Vôlei           | 18–25 | 23–25 | 25–19 | 25–17 | 15–7  | 106–93  | Relatório |
| 20 nov | 19:30 | Barueri        | 3–1    | Pinheiros                | 19–25 | 25–20 | 25–23 | 25–17 |       | 94–85   | Relatório |
| 20 nov | 20:00 | Fluminense     | 3–1    | Vôlei Balneário Camboriú | 25–11 | 13–25 | 25–20 | 25–19 |       | 88–75   | Relatório |
| 20 nov | 20:00 | Osasco         | 3–1    | Sesi/Vôlei Bauru         | 25–23 | 25–27 | 25–20 | 25–14 |       | 100–84  | Relatório |
| 20 nov | 20:00 | Minas          | 3–0    | São Caetano              | 25–14 | 25–17 | 25–13 |       |       | 75–44   | Relatório |

#### 3ª Rodada
| Data   | Hora  |                  | Placar |                          | Set 1 | Set 2 | Set 3 | Set 4 | Set 5 | Total  | Relatório |
| ------ | ----- | ---------------- | ------ | ------------------------ | ----- | ----- | ----- | ----- | ----- | ------ | --------- |
| 23 nov | 19:30 | Osasco           | 2–3    | Pinheiros                | 25–21 | 22–25 | 25–18 | 18–25 | 9–15  | 99–104 | Relatório |
| 23 nov | 20:00 | Curitiba Vôlei   | 3–0    | Vôlei Balneário Camboriú | 25–19 | 25–22 | 25–20 |       |       | 75–61  | Relatório |
| 23 nov | 20:00 | Brasília Vôlei   | 0–3    | Praia Clube              | 17–25 | 13–25 | 18–25 |       |       | 48–75  | Relatório |
| 23 nov | 20:00 | São Caetano      | 0–3    | Rio de Janeiro           | 21–25 | 17–25 | 22–25 |       |       | 60–75  | Relatório |
| 23 nov | 20:00 | Fluminense       | 2–3    | Barueri                  | 25–20 | 25–22 | 17–25 | 18–25 | 9–15  | 94–107 | Relatório |
| 23 nov | 21:30 | Sesi/Vôlei Bauru | 1–3    | Minas                    | 16–25 | 18–25 | 25–15 | 22–25 |       | 81–90  | Relatório |

#### 4ª Rodada
| Data   | Hora  |                          | Placar |                  | Set 1 | Set 2 | Set 3 | Set 4 | Set 5 | Total   | Relatório |
| ------ | ----- | ------------------------ | ------ | ---------------- | ----- | ----- | ----- | ----- | ----- | ------- | --------- |
| 26 nov | 19:00 | São Caetano              | 0–3    | Praia Clube      | 14–25 | 26–28 | 23–25 |       |       | 63–78   | Relatório |
| 27 nov | 19:00 | Pinheiros                | 0–3    | Minas            | 17–25 | 17–25 | 19–25 |       |       | 53–75   | Relatório |
| 27 nov | 19:30 | Osasco                   | 0–3    | Fluminense       | 21–25 | 23–25 | 22–25 |       |       | 66–75   | Relatório |
| 27 nov | 20:00 | Vôlei Balneário Camboriú | 2–3    | Barueri          | 21–25 | 22–25 | 25–15 | 25–22 | 18–20 | 111–107 | Relatório |
| 27 nov | 20:00 | Curitiba Vôlei           | 3–1    | Brasília Vôlei   | 17–25 | 25–16 | 25–23 | 25–11 |       | 92–75   | Relatório |
| 27 nov | 21:30 | Rio de Janeiro           | 3–2    | Sesi/Vôlei Bauru | 25–23 | 22–25 | 21–25 | 25–16 | 21–19 | 114–108 | Relatório |

#### 5ª Rodada
| Data   | Hora  |                  | Placar |                          | Set 1 | Set 2 | Set 3 | Set 4 | Set 5 | Total   | Relatório |
| ------ | ----- | ---------------- | ------ | ------------------------ | ----- | ----- | ----- | ----- | ----- | ------- | --------- |
| 30 nov | 20:00 | Brasília Vôlei   | 3–1    | Vôlei Balneário Camboriú | 25–17 | 23–25 | 27–25 | 25–22 |       | 100–89  | Relatório |
| 30 nov | 20:00 | Curitiba Vôlei   | 3–1    | São Caetano              | 25–21 | 20–25 | 25–17 | 25–22 |       | 95–85   | Relatório |
| 30 nov | 20:00 | Pinheiros        | 2–3    | Rio de Janeiro           | 21–25 | 25–17 | 27–25 | 18–25 | 14–16 | 105–108 | Relatório |
| 04 dez | 21:30 | Barueri          | 2–3    | Osasco                   | 23–25 | 27–25 | 24–26 | 25–18 | 11–15 | 110–109 | Relatório |
| 08 jan | 19:30 | Sesi/Vôlei Bauru | 1–3    | Praia Clube              | 25–23 | 22–25 | 17–25 | 19–25 |       | 83–98   | Relatório |
| 08 jan | 20:00 | Fluminense       | 1–3    | Minas                    | 21–25 | 11–25 | 27–25 | 22–25 |       | 81–100  | Relatório |

#### 6ª Rodada
| Data   | Hora  |                          | Placar |                  | Set 1 | Set 2 | Set 3 | Set 4 | Set 5 | Total   | Relatório |
| ------ | ----- | ------------------------ | ------ | ---------------- | ----- | ----- | ----- | ----- | ----- | ------- | --------- |
| 13 nov | 21:30 | Pinheiros                | 0–3    | Praia Clube      | 29–31 | 24–26 | 24–26 |       |       | 77–83   | Relatório |
| 07 dez | 19:15 | Rio de Janeiro           | 1–3    | Fluminense       | 15–25 | 24–26 | 25–15 | 12–25 |       | 76–91   | Relatório |
| 07 dez | 20:00 | Vôlei Balneário Camboriú | 0–3    | Osasco           | 17–25 | 20–25 | 23–25 |       |       | 60–75   | Relatório |
| 07 dez | 20:00 | Curitiba Vôlei           | 1–3    | Sesi/Vôlei Bauru | 19–25 | 17–25 | 26–24 | 23–25 |       | 85–99   | Relatório |
| 07 dez | 20:00 | Brasília Vôlei           | 3–2    | São Caetano      | 20–25 | 25–20 | 15–25 | 25–21 | 15–7  | 100–98  | Relatório |
| 15 jan | 19:30 | Barueri                  | 3–2    | Minas            | 25–22 | 27–25 | 19–25 | 23–25 | 15–11 | 109–108 | Relatório |

#### 7ª Rodada
| Data   | Hora  |                  | Placar |                          | Set 1 | Set 2 | Set 3 | Set 4 | Set 5 | Total  | Relatório |
| ------ | ----- | ---------------- | ------ | ------------------------ | ----- | ----- | ----- | ----- | ----- | ------ | --------- |
| 11 dez | 19:30 | Barueri          | 3–0    | Rio de Janeiro           | 25–21 | 25–19 | 25–19 |       |       | 75–59  | Relatório |
| 11 dez | 20:00 | São Caetano      | 3–1    | Vôlei Balneário Camboriú | 25–23 | 25–23 | 23–25 | 25–22 |       | 98–93  | Relatório |
| 11 dez | 20:00 | Pinheiros        | 1–3    | Curitiba Vôlei           | 25–27 | 25–21 | 25–27 | 19–25 |       | 94–100 | Relatório |
| 11 dez | 20:30 | Sesi/Vôlei Bauru | 3–0    | Brasília Vôlei           | 25–21 | 25–16 | 25–15 |       |       | 75–52  | Relatório |
| 18 dez | 19:30 | Osasco           | 0–3    | ' Minas'                 | 15–25 | 29–31 | 27–29 |       |       | 71–85  | Relatório |
| 18 dez | 20:00 | Fluminense       | 0–3    | Praia Clube              | 19–25 | 22–25 | 21–25 |       |       | 62–75  | Relatório |

#### 8ª Rodada
| Data   | Hora  |                          | Placar |                  | Set 1 | Set 2 | Set 3 | Set 4 | Set 5 | Total  | Relatório |
| ------ | ----- | ------------------------ | ------ | ---------------- | ----- | ----- | ----- | ----- | ----- | ------ | --------- |
| 04 dez | 20:00 | Brasília Vôlei           | 3–0    | Pinheiros        | 25–20 | 25–23 | 25–16 |       |       | 75–59  | Relatório |
| 14 dez | 19:30 | Praia Clube              | 3–0    | Barueri          | 25–22 | 25–20 | 25–22 |       |       | 75–64  | Relatório |
| 14 dez | 20:00 | Curitiba Vôlei           | 3–0    | Fluminense       | 25–21 | 25–14 | 34–32 |       |       | 84–67  | Relatório |
| 14 dez | 21:30 | Rio de Janeiro           | 3–0    | Osasco           | 25–19 | 25–23 | 25–12 |       |       | 75–54  | Relatório |
| 15 dez | 20:00 | Vôlei Balneário Camboriú | 0–3    | Minas            | 11–25 | 12–25 | 20–25 |       |       | 43–75  | Relatório |
| 16 dez | 18:00 | São Caetano              | 2–3    | Sesi/Vôlei Bauru | 24–26 | 25–15 | 25–19 | 14–25 | 8–15  | 96–100 | Relatório |

#### 9ª Rodada
| Data   | Hora  |                  | Placar |                          | Set 1 | Set 2 | Set 3 | Set 4 | Set 5 | Total  | Relatório |
| ------ | ----- | ---------------- | ------ | ------------------------ | ----- | ----- | ----- | ----- | ----- | ------ | --------- |
| 21 dez | 19:30 | Sesi/Vôlei Bauru | 3–1    | Vôlei Balneário Camboriú | 25–20 | 26–24 | 14–25 | 25–21 |       | 90–90  | Relatório |
| 21 dez | 19:30 | Barueri          | 3–0    | Curitiba Vôlei           | 25–16 | 25–17 | 25–20 |       |       | 75–53  | Relatório |
| 21 dez | 19:30 | Osasco           | 0–3    | Praia Clube              | 23–25 | 21–25 | 21–25 |       |       | 65–75  | Relatório |
| 21 dez | 20:00 | Pinheiros        | 3–1    | São Caetano              | 25–23 | 25–22 | 16–25 | 25–22 |       | 91–92  | Relatório |
| 21 dez | 20:00 | Fluminense       | 3–0    | Brasília Vôlei           | 25–14 | 27–25 | 25–14 |       |       | 77–53  | Relatório |
| 21 dez | 21:30 | Minas            | 3–2    | Rio de Janeiro           | 26–28 | 25–11 | 25–22 | 16–25 | 15–13 | 107–99 | Relatório |

#### 10ª Rodada
| Data   | Hora  |                          | Placar |                | Set 1 | Set 2 | Set 3 | Set 4 | Set 5 | Total   | Relatório |
| ------ | ----- | ------------------------ | ------ | -------------- | ----- | ----- | ----- | ----- | ----- | ------- | --------- |
| 04 dez | 20:00 | São Caetano              | 0–3    | Fluminense     | 21–25 | 18–25 | 16–25 |       |       | 55–75   | Relatório |
| 18 dez | 19:30 | Sesi/Vôlei Bauru         | 3–0    | Pinheiros      | 25–21 | 25–16 | 25–19 |       |       | 75–56   | Relatório |
| 04 jan | 19:30 | Praia Clube              | 2–3    | Minas          | 24–26 | 25–17 | 22–25 | 25–23 | 13–15 | 109–106 | Relatório |
| 08 jan | 20:00 | Vôlei Balneário Camboriú | 0–3    | Rio de Janeiro | 19–25 | 22–25 | 17–25 |       |       | 58–75   | Relatório |
| 08 jan | 20:00 | Curitiba Vôlei           | 0–3    | Osasco         | 20–25 | 20–25 | 22–25 |       |       | 62–75   | Relatório |
| 08 jan | 20:00 | Brasília Vôlei           | 0–3    | Barueri        | 23–25 | 19–25 | 19–25 |       |       | 61–75   | Relatório |

#### 11ª Rodada
| Data   | Hora  |                          | Placar |                  | Set 1 | Set 2 | Set 3 | Set 4 | Set 5 | Total | Relatório |
| ------ | ----- | ------------------------ | ------ | ---------------- | ----- | ----- | ----- | ----- | ----- | ----- | --------- |
| 11 jan | 19:30 | Barueri                  | 3–0    | São Caetano      | 25–19 | 25–16 | 25–19 |       |       | 75–54 | Relatório |
| 11 jan | 20:00 | Vôlei Balneário Camboriú | 3–1    | Pinheiros        | 25–22 | 25–22 | 14–25 | 25-20 |       | 89–69 | Relatório |
| 11 jan | 20:00 | Fluminense               | 0–3    | Sesi/Vôlei Bauru | 22–25 | 21–25 | 23–25 |       |       | 66–75 | Relatório |
| 11 jan | 20:00 | Brasília Vôlei           | 0–3    | Osasco           | 11–25 | 20–25 | 21–25 |       |       | 52–75 | Relatório |
| 11 jan | 20:00 | Minas                    | 3–0    | Vôlei Curitiba   | 25–21 | 26–24 | 25–16 |       |       | 76–61 | Relatório |
| 11 jan | 20:30 | Rio de Janeiro           | 1–3    | Praia Clube      | 25–20 | 16–25 | 23–25 | 24–26 |       | 88–96 | Relatório |

### Returno

#### 1ª Rodada
| Data   | Hora  |                | Placar |                          | Set 1 | Set 2 | Set 3 | Set 4 | Set 5 | Total | Relatório |
| ------ | ----- | -------------- | ------ | ------------------------ | ----- | ----- | ----- | ----- | ----- | ----- | --------- |
| 17 jan | 19:00 | Fluminense     | 1–3    | Pinheiros                | 25–18 | 20–25 | 23–25 | 19–25 |       | 87–93 | Relatório |
| 18 jan | 19:30 | Praia Clube    | 3–0    | Vôlei Balneário Camboriú | 25–15 | 25–17 | 25–16 |       |       | 75–48 | Relatório |
| 18 jan | 19:30 | Osasco         | 3–1    | São Caetano              | 25–12 | 25–19 | 23–25 | 25–19 |       | 98–75 | Relatório |
| 18 jan | 20:00 | Curitiba Vôlei | 1–3    | Rio de Janeiro           | 19–25 | 13–25 | 25–22 | 19–25 |       | 76–97 | Relatório |
| 18 jan | 20:00 | Minas          | 3–0    | Brasília Vôlei           | 25–19 | 25–19 | 27–25 |       |       | 77–63 | Relatório |
| 18 jan | 21:30 | Barueri        | 3–0    | Sesi/Vôlei Bauru         | 25–23 | 25–23 | 25–21 |       |       | 75–67 | Relatório |

#### 2ª Rodada
| Data   | Hora  |                          | Placar |                | Set 1 | Set 2 | Set 3 | Set 4 | Set 5 | Total   | Relatório |
| ------ | ----- | ------------------------ | ------ | -------------- | ----- | ----- | ----- | ----- | ----- | ------- | --------- |
| 25 jan | 19:00 | Curitiba Vôlei           | 0–3    | Praia Clube    | 13–25 | 14–25 | 20–25 |       |       | 47–75   | Relatório |
| 25 jan | 19:30 | Sesi/Vôlei Bauru         | 3–2    | Osasco         | 26–24 | 21–25 | 26–24 | 19–25 | 19–17 | 111–115 | Relatório |
| 25 jan | 20:00 | Vôlei Balneário Camboriú | 2–3    | Fluminense     | 19–25 | 25–19 | 25–14 | 23–25 | 12–15 | 104–98  | Relatório |
| 25 jan | 20:00 | São Caetano              | 1–3    | Minas          | 19–25 | 17–25 | 25–18 | 17–25 |       | 78–93   | Relatório |
| 25 jan | 20:00 | Brasília Vôlei           | 0–3    | Rio de Janeiro | 17–25 | 19–25 | 14–25 |       |       | 50–75   | Relatório |
| 25 jan | 21:30 | Pinheiros                | 3–2    | Barueri        | 19–25 | 25–18 | 23–25 | 25–22 | 15–12 | 107–102 | Relatório |

#### 3ª Rodada
| Data   | Hora  |                          | Placar |                  | Set 1 | Set 2 | Set 3 | Set 4 | Set 5 | Total   | Relatório |
| ------ | ----- | ------------------------ | ------ | ---------------- | ----- | ----- | ----- | ----- | ----- | ------- | --------- |
| 29 jan | 19:30 | Praia Clube              | 3–2    | Brasília Vôlei   | 25–27 | 25–12 | 17–25 | 25–23 | 15–10 | 107–97  | Relatório |
| 29 jan | 19:30 | Barueri                  | 3–1    | Fluminense       | 29–27 | 25–27 | 25–22 | 28–26 |       | 107–102 | Relatório |
| 29 jan | 19:30 | Minas                    | 3–0    | Sesi/Vôlei Bauru | 25–16 | 25–22 | 25–19 |       |       | 75–57   | Relatório |
| 29 jan | 20:00 | Rio de Janeiro           | 3–0    | São Caetano      | 25–19 | 25–19 | 25–17 |       |       | 75–55   | Relatório |
| 29 jan | 20:00 | Vôlei Balneário Camboriú | 3–2    | Curitiba Vôlei   | 20–25 | 17–25 | 25–14 | 25–20 | 15–13 | 102–97  | Relatório |
| 29 jan | 20:00 | Pinheiros                | 0–3    | Osasco           | 20–25 | 20–25 | 24–26 |       |       | 64–76   | Relatório |

#### 4ª Rodada
| Data   | Hora  |                  | Placar |                          | Set 1 | Set 2 | Set 3 | Set 4 | Set 5 | Total | Relatório |
| ------ | ----- | ---------------- | ------ | ------------------------ | ----- | ----- | ----- | ----- | ----- | ----- | --------- |
| 05 fev | 19:00 | Sesi/Vôlei Bauru | 1–3    | Rio de Janeiro           | 13–25 | 25–23 | 24–26 | 18–25 |       | 80–99 | Relatório |
| 05 fev | 19:30 | Barueri          | 3–0    | Vôlei Balneário Camboriú | 25–20 | 25–13 | 25–20 |       |       | 75–53 | Relatório |
| 05 fev | 20:00 | Praia Clube      | 1–3    | São Caetano              | 23–25 | 18–25 | 25–22 | 22–25 |       | 88–97 | Relatório |
| 05 fev | 20:00 | Brasília Vôlei   | 0–3    | Curitiba Vôlei           | 15–25 | 17–25 | 19–25 |       |       | 51–75 | Relatório |
| 05 fev | 21:00 | Minas            | 3–0    | Pinheiros                | 25–11 | 25–20 | 25–20 |       |       | 75–51 | Relatório |
| 12 mar | 20:00 | Fluminense       | 0–3    | Osasco                   | 21–25 | 19–25 | 18–25 |       |       | 58–75 | Relatório |

#### 5ª Rodada
| Data   | Hora  |                          | Placar |                  | Set 1 | Set 2 | Set 3 | Set 4 | Set 5 | Total | Relatório |
| ------ | ----- | ------------------------ | ------ | ---------------- | ----- | ----- | ----- | ----- | ----- | ----- | --------- |
| 08 fev | 19:00 | Praia Clube              | 3–0    | Sesi/Vôlei Bauru | 25–17 | 25–19 | 26–24 |       |       | 76–60 | Relatório |
| 08 fev | 20:00 | Rio de Janeiro           | 3–0    | Pinheiros        | 25–22 | 25–22 | 25–14 |       |       | 75–58 | Relatório |
| 08 fev | 20:00 | Vôlei Balneário Camboriú | 1–3    | Brasília Vôlei   | 25–17 | 21–25 | 22–25 | 19–25 |       | 87–92 | Relatório |
| 08 fev | 20:00 | São Caetano              | 3–0    | Curitiba Vôlei   | 25–19 | 27–25 | 25–15 |       |       | 77–59 | Relatório |
| 08 fev | 20:00 | Minas                    | 3–0    | Fluminense       | 25–17 | 26–24 | 25–12 |       |       | 76–53 | Relatório |
| 08 fev | 21:30 | Osasco                   | 3–0    | Barueri          | 25–21 | 25–17 | 28–26 |       |       | 78–64 | Relatório |

#### 6ª Rodada
| Data   | Hora  |                  | Placar |                          | Set 1 | Set 2 | Set 3 | Set 4 | Set 5 | Total | Relatório |
| ------ | ----- | ---------------- | ------ | ------------------------ | ----- | ----- | ----- | ----- | ----- | ----- | --------- |
| 11 fev | 20:30 | Praia Clube      | 3–1    | Pinheiros                | 23–25 | 25–16 | 25–22 | 25–11 |       | 98–74 | Relatório |
| 12 fev | 19:00 | Minas            | 3–1    | Barueri                  | 18–25 | 25–23 | 30–28 | 25–21 |       | 98–97 | Relatório |
| 12 fev | 19:30 | Osasco           | 3–0    | Vôlei Balneário Camboriú | 25–23 | 25–13 | 25–16 |       |       | 75–52 | Relatório |
| 12 fev | 19:30 | Sesi/Vôlei Bauru | 3–0    | Curitiba Vôlei           | 25–20 | 25–17 | 25–21 |       |       | 75–58 | Relatório |
| 12 fev | 20:00 | Fluminense       | 0–3    | Rio de Janeiro           | 19–25 | 16–25 | 23–25 |       |       | 58–75 | Relatório |
| 12 fev | 20:00 | São Caetano      | 3–1    | Brasília Vôlei           | 25–21 | 25–19 | 24–26 | 25–13 |       | 99–79 | Relatório |

#### 7ª Rodada
| Data   | Hora  |                          | Placar |                  | Set 1 | Set 2 | Set 3 | Set 4 | Set 5 | Total  | Relatório |
| ------ | ----- | ------------------------ | ------ | ---------------- | ----- | ----- | ----- | ----- | ----- | ------ | --------- |
| 14 fev | 20:30 | Vôlei Balneário Camboriú | 3–2    | São Caetano      | 24–26 | 19–25 | 25–16 | 25–18 | 15–7  | 108–92 | Relatório |
| 15 fev | 19:30 | Praia Clube              | 3–0    | Fluminense       | 25–15 | 25–13 | 25–23 |       |       | 75–51  | Relatório |
| 15 fev | 20:00 | Brasília Vôlei           | 0–3    | Sesi/Vôlei Bauru | 20–25 | 22–25 | 24–26 |       |       | 66–76  | Relatório |
| 15 fev | 21:30 | Minas                    | 3–1    | Osasco           | 25–13 | 25–18 | 27–29 | 25–20 |       | 102–80 | Relatório |
| 16 fev | 18:30 | Rio de Janeiro           | 1–3    | Barueri          | 23–25 | 25–18 | 17–25 | 27–29 |       | 92–97  | Relatório |
| 16 fev | 21:00 | Curitiba Vôlei           | 3–1    | Pinheiros        | 25–20 | 25–27 | 25–15 | 25–23 |       | 100–85 | Relatório |

#### 8ª Rodada
| Data   | Hora  |                  | Placar |                          | Set 1 | Set 2 | Set 3 | Set 4 | Set 5 | Total   | Relatório |
| ------ | ----- | ---------------- | ------ | ------------------------ | ----- | ----- | ----- | ----- | ----- | ------- | --------- |
| 22 fev | 19:30 | Sesi/Vôlei Bauru | 3–2    | São Caetano              | 25–21 | 22–25 | 25–18 | 24–26 | 15–13 | 111–103 | Relatório |
| 22 fev | 20:00 | Fluminense       | 3–0    | Curitiba Vôlei           | 25–14 | 25–19 | 25–18 |       |       | 75–51   | Relatório |
| 22 fev | 20:00 | Pinheiros        | 3–2    | Brasília Vôlei           | 25–23 | 25–14 | 20–25 | 18–25 | 15–13 | 103–100 | Relatório |
| 22 fev | 21:30 | Osasco           | 3–2    | Rio de Janeiro           | 25–23 | 22–25 | 21–25 | 25–23 | 15–9  | 108–105 | Relatório |
| 12 mar | 19:30 | Barueri          | 1–3    | Praia Clube              | 22–25 | 25–21 | 22–25 | 25–27 |       | 94–98   | Relatório |
| 12 mar | 20:00 | Minas            | 3–1    | Vôlei Balneário Camboriú | 28–30 | 25–22 | 25–21 | 25–21 |       | 103–94  | Relatório |

#### 9ª Rodada
| Data   | Hora  |                          | Placar |                  | Set 1 | Set 2 | Set 3 | Set 4 | Set 5 | Total   | Relatório |
| ------ | ----- | ------------------------ | ------ | ---------------- | ----- | ----- | ----- | ----- | ----- | ------- | --------- |
| 26 fev | 19:00 | Brasília Vôlei           | 1–3    | Fluminense       | 27–25 | 21–25 | 14–25 | 16–25 |       | 78–100  | Relatório |
| 26 fev | 19:30 | Praia Clube              | 3–1    | Osasco           | 25–23 | 25–16 | 25–27 | 25–16 |       | 100–82  | Relatório |
| 26 fev | 20:00 | Vôlei Balneário Camboriú | 1–3    | Sesi/Vôlei Bauru | 9–25  | 25–27 | 29–27 | 20–25 |       | 83–104  | Relatório |
| 26 fev | 20:00 | São Caetano              | 3–2    | Pinheiros        | 18–25 | 17–25 | 25–23 | 25–18 | 15–6  | 100–97  | Relatório |
| 26 fev | 20:00 | Curitiba Vôlei           | 0–3    | Barueri          | 12–25 | 21–25 | 24–26 |       |       | 57–76   | Relatório |
| 26 fev | 21:00 | Rio de Janeiro           | 2–3    | Minas            | 23–25 | 25–18 | 25–23 | 21–25 | 11–15 | 105–106 | Relatório |

#### 10ª Rodada
| Data   | Hora  |                | Placar |                          | Set 1 | Set 2 | Set 3 | Set 4 | Set 5 | Total   | Relatório |
| ------ | ----- | -------------- | ------ | ------------------------ | ----- | ----- | ----- | ----- | ----- | ------- | --------- |
| 08 mar | 19:00 | Osasco         | 3–0    | Curitiba Vôlei           | 25–19 | 25–15 | 25–23 |       |       | 75–57   | Relatório |
| 08 mar | 19:30 | Barueri        | 3–0    | Brasília Vôlei           | 25–22 | 26–24 | 26–24 |       |       | 77–70   | Relatório |
| 08 mar | 20:00 | Fluminense     | 3–0    | São Caetano              | 25–16 | 25–19 | 25–18 |       |       | 75–53   | Relatório |
| 08 mar | 21:30 | Minas          | 2–3    | Praia Clube              | 23–25 | 25–20 | 25–21 | 22–25 | 14–16 | 109–107 | Relatório |
| 09 mar | 17:00 | Rio de Janeiro | 3–0    | Vôlei Balneário Camboriú | 25–16 | 25–23 | 25–16 |       |       | 75–55   | Relatório |
| 09 mar | 18:00 | Pinheiros      | 2–3    | Sesi/Vôlei Bauru         | 25–22 | 24–26 | 24–26 | 25–19 | 7–15  | 105–108 | Relatório |

#### 11ª Rodada
| Data   | Hora  |                  | Placar |                          | Set 1 | Set 2 | Set 3 | Set 4 | Set 5 | Total  | Relatório |
| ------ | ----- | ---------------- | ------ | ------------------------ | ----- | ----- | ----- | ----- | ----- | ------ | --------- |
| 15 mar | 21:30 | Pinheiros        | 3–1    | Vôlei Balneário Camboriú | 25–23 | 26–28 | 25–19 | 25–17 |       | 101–87 | Relatório |
| 15 mar | 21:30 | Sesi/Vôlei Bauru | 1–3    | Fluminense               | 15–25 | 25–20 | 27–29 | 18–25 |       | 85–99  | Relatório |
| 15 mar | 21:30 | São Caetano      | 0–3    | Barueri                  | 14–25 | 22–25 | 12–25 |       |       | 48–75  | Relatório |
| 15 mar | 21:30 | Osasco           | 3–0    | Brasília Vôlei           | 25–19 | 25–23 | 25–14 |       |       | 75–56  | Relatório |
| 15 mar | 21:30 | Curitiba Vôlei   | 0–3    | Minas                    | 21–25 | 10–25 | 16–25 |       |       | 47–75  | Relatório |
| 15 mar | 21:30 | Praia Clube      | 0–3    | Rio de Janeiro           | 23–25 | 21–25 | 20–25 |       |       | 64–75  | Relatório |

## Playoffs
|  | Quartas-de-final         | Quartas-de-final         | Quartas-de-final         | Quartas-de-final         | Quartas-de-final         |   |                | Semifinais             | Semifinais             | Semifinais             | Semifinais             | Semifinais             |  |  | Final                    | Final                    | Final                    | Final                    | Final                    | Final                    | Final                    |
|  | 19 a 26 de março de 2019 | 19 a 26 de março de 2019 | 19 a 26 de março de 2019 | 19 a 26 de março de 2019 | 19 a 26 de março de 2019 |   |                | 1 a 8 de abril de 2019 | 1 a 8 de abril de 2019 | 1 a 8 de abril de 2019 | 1 a 8 de abril de 2019 | 1 a 8 de abril de 2019 |  |  | 21 a 26 de abril de 2019 | 21 a 26 de abril de 2019 | 21 a 26 de abril de 2019 | 21 a 26 de abril de 2019 | 21 a 26 de abril de 2019 | 21 a 26 de abril de 2019 | 21 a 26 de abril de 2019 |
|  |                          |                          |                          |                          |                          |   |                |                        |                        |                        |                        |                        |  |  |                          |                          |                          |                          |                          |                          |                          |
|  | 1°                       | Minas                    | 3                        | 3                        | -                        |   |                |                        |                        |                        |                        |                        |  |  |                          |                          |                          |                          |                          |                          |                          |
|  | 8°                       | Curitiba Vôlei           | 0                        | 1                        | -                        |   |                |                        |                        |                        |                        |                        |  |  |                          |                          |                          |                          |                          |                          |                          |
|  | 8°                       | Curitiba Vôlei           | 0                        | 1                        | -                        |   | 1°             | Minas                  | 3                      | 3                      | -                      |                        |  |  |                          |                          |                          |                          |                          |                          |                          |
|  |                          |                          |                          |                          |                          |   | 1°             | Minas                  | 3                      | 3                      | -                      |                        |  |  |                          |                          |                          |                          |                          |                          |                          |
|  |                          | 5°                       | Osasco                   | 1                        | 1                        | - |                |                        |                        |                        |                        |                        |  |  |                          |                          |                          |                          |                          |                          |                          |
|  | 4°                       | 5°                       | Osasco                   | 1                        | 1                        | - | Barueri        | 3                      | 2                      | 1                      |                        |                        |  |  |                          |                          |                          |                          |                          |                          |                          |
|  | 4°                       |                          |                          |                          |                          |   | Barueri        | 3                      | 2                      | 1                      |                        |                        |  |  |                          |                          |                          |                          |                          |                          |                          |
|  | 5°                       | Osasco                   | 2                        | 3                        | 3                        |   |                |                        |                        |                        |                        |                        |  |  |                          |                          |                          |                          |                          |                          |                          |
|  |                          |                          |                          |                          |                          |   |                |                        |                        |                        |                        |                        |  |  | 1°                       | Minas                    | 3                        | 3                        | -                        |                          |                          |
|  |                          |                          | 2°                       | Praia Clube              | 2                        | 1 | -              |                        |                        |                        |                        |                        |  |  |                          |                          |                          |                          |                          |                          |                          |
|  | 2°                       | Praia Clube              | 3                        | 3                        | -                        |   |                |                        |                        |                        |                        |                        |  |  |                          |                          |                          |                          |                          |                          |                          |
|  | 7°                       | Fluminense               | 0                        | 0                        | -                        |   |                |                        |                        |                        |                        |                        |  |  |                          |                          |                          |                          |                          |                          |                          |
|  | 7°                       | Fluminense               | 0                        | 0                        | -                        |   | 2°             | Praia Clube            | 3                      | 3                      | -                      |                        |  |  |                          |                          |                          |                          |                          |                          |                          |
|  |                          |                          |                          |                          |                          |   | 2°             | Praia Clube            | 3                      | 3                      | -                      |                        |  |  |                          |                          |                          |                          |                          |                          |                          |
|  |                          | 6°                       | Sesi/Vôlei Bauru         | 0                        | 0                        | - |                |                        |                        |                        |                        |                        |  |  |                          |                          |                          |                          |                          |                          |                          |
|  | 3°                       | 6°                       | Sesi/Vôlei Bauru         | 0                        | 0                        | - | Rio de Janeiro | 1                      | 3                      | 1                      |                        |                        |  |  |                          |                          |                          |                          |                          |                          |                          |
|  | 3°                       |                          |                          |                          |                          |   | Rio de Janeiro | 1                      | 3                      | 1                      |                        |                        |  |  |                          |                          |                          |                          |                          |                          |                          |
|  | 6°                       | Sesi/Vôlei Bauru         | 3                        | 0                        | 3                        |   |                |                        |                        |                        |                        |                        |  |  |                          |                          |                          |                          |                          |                          |                          |

## Confrontos dos playoffs[4]

### Quartas de final
- Local: Os times que estão ao lado esquerdo da tabela jogam em casa.

#### 1ª Rodada
| Data   | Hora  |                  | Placar |                | Set 1 | Set 2 | Set 3 | Set 4 | Set 5 | Total   | Relatório |
| ------ | ----- | ---------------- | ------ | -------------- | ----- | ----- | ----- | ----- | ----- | ------- | --------- |
| 18 mar | 19:00 | Curitiba Vôlei   | 0–3    | Minas          | 18–25 | 30–32 | 19–25 |       |       | 67–82   | Relatório |
| 18 mar | 21:30 | Praia Clube      | 3–0    | Fluminense     | 25–23 | 25–17 | 25–19 |       |       | 75–59   | Relatório |
| 19 mar | 19:00 | Barueri          | 3–2    | Osasco         | 22–25 | 25–23 | 25–23 | 19–25 | 16–14 | 107–110 | Relatório |
| 19 mar | 21:30 | Sesi/Vôlei Bauru | 3–1    | Rio de Janeiro | 25–23 | 20–25 | 25–17 | 25–23 |       | 95–88   | Relatório |

#### 2ª Rodada
| Data   | Hora  |                | Placar |                  | Set 1 | Set 2 | Set 3 | Set 4 | Set 5 | Total  | Relatório |
| ------ | ----- | -------------- | ------ | ---------------- | ----- | ----- | ----- | ----- | ----- | ------ | --------- |
| 21 mar | 19:00 | Minas          | 3–1    | Curitiba Vôlei   | 25–14 | 25–20 | 20–25 | 25–11 |       | 95–70  | Relatório |
| 21 mar | 21:30 | Fluminense     | 0–3    | Praia Clube      | 15–25 | 15–25 | 21–25 |       |       | 51–75  | Relatório |
| 22 mar | 19:00 | Osasco         | 3–2    | Barueri          | 5–25  | 17–25 | 25–22 | 25–20 | 15–11 | 87–103 | Relatório |
| 22 mar | 21:30 | Rio de Janeiro | 3–0    | Sesi/Vôlei Bauru | 25–10 | 25–18 | 25–19 |       |       | 75–47  | Relatório |

#### 3ª Rodada
| Data   | Hora  |                | Placar |                  | Set 1 | Set 2 | Set 3 | Set 4 | Set 5 | Total  | Relatório |
| ------ | ----- | -------------- | ------ | ---------------- | ----- | ----- | ----- | ----- | ----- | ------ | --------- |
| 26 mar | 19:00 | Barueri        | 1–3    | Osasco           | 22–25 | 23–25 | 25–23 | 23–25 |       | 93–98  | Relatório |
| 26 mar | 21:30 | Rio de Janeiro | 1–3    | Sesi/Vôlei Bauru | 26–24 | 25–27 | 23–25 | 19–25 |       | 93–101 | Relatório |

### Semifinais
- Local: Os times que estão ao lado esquerdo da tabela jogam em casa.

#### 1ª Rodada
| Data     | Hora  |                  | Placar |             | Set 1 | Set 2 | Set 3 | Set 4 | Set 5 | Total | Relatório |
| -------- | ----- | ---------------- | ------ | ----------- | ----- | ----- | ----- | ----- | ----- | ----- | --------- |
| 01 abril | 19:00 | Sesi/Vôlei Bauru | 0–3    | Praia Clube | 15–25 | 15–25 | 20–25 |       |       | 50–75 | Relatório |
| 01 abril | 21:30 | Minas            | 3–1    | Osasco      | 24–26 | 25–15 | 25–17 | 25–13 |       | 99–71 | Relatório |

#### 2ª Rodada
| Data     | Hora  |             | Placar |                  | Set 1 | Set 2 | Set 3 | Set 4 | Set 5 | Total | Relatório |
| -------- | ----- | ----------- | ------ | ---------------- | ----- | ----- | ----- | ----- | ----- | ----- | --------- |
| 08 abril | 19:00 | Praia Clube | 3–0    | Sesi/Vôlei Bauru | 25–18 | 25–21 | 25–14 |       |       | 75–53 | Relatório |
| 08 abril | 21:30 | Osasco      | 1–3    | Minas            | 15–25 | 25–19 | 25–27 | 19–25 |       | 84–96 | Relatório |

### Finais
- Local: Os times que estão ao lado esquerdo da tabela jogam em casa.

#### 1ª Rodada
| Data     | Hora  |       | Placar |             | Set 1 | Set 2 | Set 3 | Set 4 | Set 5 | Total   | Relatório |
| -------- | ----- | ----- | ------ | ----------- | ----- | ----- | ----- | ----- | ----- | ------- | --------- |
| 21 abril | 11:00 | Minas | 3–2    | Praia Clube | 28–26 | 25–22 | 17–25 | 17–25 | 15–6  | 102–104 | Relatório |

#### 2ª Rodada
| Data     | Hora  |             | Placar |       | Set 1 | Set 2 | Set 3 | Set 4 | Set 5 | Total | Relatório |
| -------- | ----- | ----------- | ------ | ----- | ----- | ----- | ----- | ----- | ----- | ----- | --------- |
| 26 abril | 21:30 | Praia Clube | 1–3    | Minas | 25–17 | 23–25 | 14–25 | 26–28 |       | 88–95 | Relatório |

## Classificação final
| Posição           | Equipe                   | Classificação/rebaixamento                                         |
| ----------------- | ------------------------ | ------------------------------------------------------------------ |
| Medalha de ouro   | Minas                    | Sul-Americano de Clubes de 2020--> · Superliga 2019/2020 - Série A |
| Medalha de prata  | Praia Clube              | Superliga 2019/2020 - Série A                                      |
| Medalha de bronze | Osasco                   | Superliga 2019/2020 - Série A                                      |
| 4                 | Sesi/Vôlei Bauru         | Superliga 2019/2020 - Série A                                      |
| 5                 | SESC-RJ                  | Superliga 2019/2020 - Série A                                      |
| 6                 | Barueri                  | Superliga 2019/2020 - Série A                                      |
| 7                 | Fluminense               | Superliga 2019/2020 - Série A                                      |
| 8                 | Curitiba Vôlei           | Superliga 2019/2020 - Série A                                      |
| 9                 | Pinheiros                | Superliga 2019/2020 - Série A                                      |
| 10                | São Caetano              | Superliga 2019/2020 - Série A                                      |
| 11                | Brasília Vôlei           | Série B 2020                                                       |
| 12                | Vôlei Balneário Camboriú | Série B 2020                                                       |

## Premiações
| Superliga 2018/2019                  |
| Minas Gerais                         |
| ------------------------------------ |
| Minas Campeão (3° título Brasileiro) |

### Individuais
As atletas que se destacaram individualmente foram:
| MVP                             | Macris Carneiro     | Minas                                     |
| Melhor Oposto                   | Nicole Fawcett      | Praia Clube                               |
| 1° Melhor Ponteira              | Natália Pereira     | Minas                                     |
| 2° Melhor Ponteira              | Gabi                | Minas                                     |
| 1° Melhor Central               | Carol Gattaz        | Minas                                     |
| 2° Melhor Central               | Carol               | Praia Clube                               |
| Melhor Levantadora              | Macris Carneiro     | Minas                                     |
| Melhor Líbero                   | Camila Brait        | Osasco                                    |
| MVP da Final (Troféu VivaVôlei) | Natália Pereira     | Minas                                     |
| Craque da Galera                | Carol Gattaz        | Minas                                     |
| Melhor Técnico                  | Stefano Lavarini    | Minas                                     |
| Melhor Árbitro                  | Sérgio Luiz Cantini | Federação de Volleyball do Rio de Janeiro |

### Estrangeiras na Temporada 2018-19
| Jogadora                   | Time                 | Posição     |
| Mimi Sosa                  | Brasília Vôlei       | Central     |
| Julieta Lazcano            | Curitiba Vôlei       | Central     |
| Elina Rodríguez            | Barueri              | Oposta      |
| María Alejandra            | Atlética São Caetano | Levantadora |
| Dayana Segovia             | Atlética São Caetano | Ponteira    |
| it:Valentina Diouf         | SESI/Vôlei Bauru     | Oposta      |
| Yoana Palacio              | SESI/Vôlei Bauru     | Ponteira    |
| Yusleinis Herrera          | Pinheiros            | Ponteira    |
| Nicole Fawcett             | Praia Clube          | Oposta      |
| Kelsie Payne               | Pinheiros            | Oposta      |
| Carli Lloyd (voleibolista) | Praia Clube          | Levantadora |
| Destinee Hooker            | Osasco               | Oposta      |
| Ángela Leyva               | Osasco               | Ponteira    |
| Kasia Skowronska           | Barueri              | Oposta      |
| Yonkaira Peña              | Sesc RJ              | Ponteira    |
| Tatiana Kosheleva          | Sesc RJ              | Ponteira    |

Fonte GE.